# Mudukulathur
Mudukulathur é uma panchayat (vila) no distrito de Ramanathapuram, no estado indiano de Tamil Nadu.

## Demografia
Segundo o censo de 2001,  Mudukulathur  tinha uma população de 13,130 habitantes. Os indivíduos do sexo masculino constituem 50% da população e os do sexo feminino 50%. Mudukulathur tem uma taxa de literacia de 71%, superior à média nacional de 59.5%: a literacia no sexo masculino é de 76% e no sexo feminino é de 65%. Em Mudukulathur, 12% da população está abaixo dos 6 anos de idade.